# یک جفت کامل
یک جفت کامل (به انگلیسی: A Perfect Pairing) یک فیلم کمدی رمانتیک آمریکایی محصول سال ۲۰۲۲ میلادی است. این فیلم دربارهٔ لولا، یک مدیر شراب مستقر در لس آنجلس است. استوارت مک دونالد کارگردانی فیلم را بر عهده دارد و ویکتوریا جاستیس در نقش لولا و آدام دموس در نقش مکس ظاهر شده‌اند. این فیلم در ۱۹ می ۲۰۲۲ در نتفلیکس منتشر شد.